# William Mosley
William Ralph Mosley jr. (Shreveport, 22 giugno 1989) è un cestista statunitense.

## Statistiche

### College
| Anno      | Squadra    | PG  | PT  | MP   | TC%  | 3P% | TL%  | RP  | AP  | PRP | SP  | PP   |
| --------- | ---------- | --- | --- | ---- | ---- | --- | ---- | --- | --- | --- | --- | ---- |
| 2008-2009 | NSU Demons | 31  | 30  | 24,7 | 67,2 | -   | 35,8 | 8,5 | 0,6 | 1,3 | 2,5 | 6,3  |
| 2009-2010 | NSU Demons | 29  | 29  | 26,9 | 56,5 | -   | 41,0 | 9,2 | 0,8 | 0,9 | 3,4 | 6,0  |
| 2010-2011 | NSU Demons | 32  | 20  | 28,2 | 63,4 | -   | 34,6 | 8,8 | 1,2 | 1,2 | 4,9 | 7,9  |
| 2011-2012 | NSU Demons | 32  | 31  | 29,5 | 60,8 | 0,0 | 45,9 | 9,5 | 0,9 | 1,4 | 3,9 | 11,7 |
| Carriera  | Carriera   | 124 | 110 | 27,4 | 61,9 | 0,0 | 40,2 | 9,0 | 0,9 | 1,2 | 3,7 | 8,0  |

### Eurocup
| Anno      | Squadra  | PG | PT | MP   | TC%   | 3P%  | TL%  | RP  | AP  | PRP | SP   | PP  |
| --------- | -------- | -- | -- | ---- | ----- | ---- | ---- | --- | --- | --- | ---- | --- |
| 2019-2020 | Partizan | 16 | 2  | 20,7 | 75,0* | 33,3 | 47,2 | 5,6 | 0,7 | 0,9 | 1,4* | 6,4 |
| 2020-2021 | Partizan | 12 | 6  | 19,7 | 59,4  | -    | 71,4 | 4,7 | 0,6 | 0,5 | 1,1  | 4,4 |
| Carriera  | Carriera | 28 | 8  | 20,3 | 69,3  | 33,3 | 56,1 | 5,2 | 0,6 | 0,7 | 1,3  | 5,5 |

## Palmarès
- Coppa di Serbia: 1

Partizan Belgrado: 2020
- Supercoppa ABA Liga: 1

Partizan Belgrado: 2019